# Berry-Bouy
Berry-Bouy ist eine französische Gemeinde mit 1.171 Einwohnern (Stand: 1. Januar 2022) im Département Cher in der Region Centre-Val de Loire; sie gehört zum Arrondissement Vierzon und zum Kanton Mehun-sur-Yèvre.

## Geographie
Berry-Bouy liegt etwa zehn Kilometer nordwestlich von Bourges. Der Fluss Yèvre begrenzt die Gemeinde im Süden, sein späterer Zufluss Annain verläuft im Norden. Umgeben wird Berry-Bouy von den Nachbargemeinden Saint-Éloy-de-Gy im Norden und Nordosten, Saint-Doulchard im Osten und Südosten, Marmagne im Süden, Mehun-sur-Yèvre im Westen sowie Allouis im Nordwesten.

## Bevölkerungsentwicklung
| Jahr                      | 1962 | 1968 | 1975 | 1982 | 1990 | 1999 | 2006 | 2013 |
| ------------------------- | ---- | ---- | ---- | ---- | ---- | ---- | ---- | ---- |
| Einwohner                 | 473  | 501  | 612  | 807  | 966  | 934  | 1092 | 1187 |
| Quelle: Cassini und INSEE |      |      |      |      |      |      |      |      |

## Sehenswürdigkeiten
- Kirche Saint-Aignan
- Kapelle Saint-Aignan aus dem 13. Jahrhundert

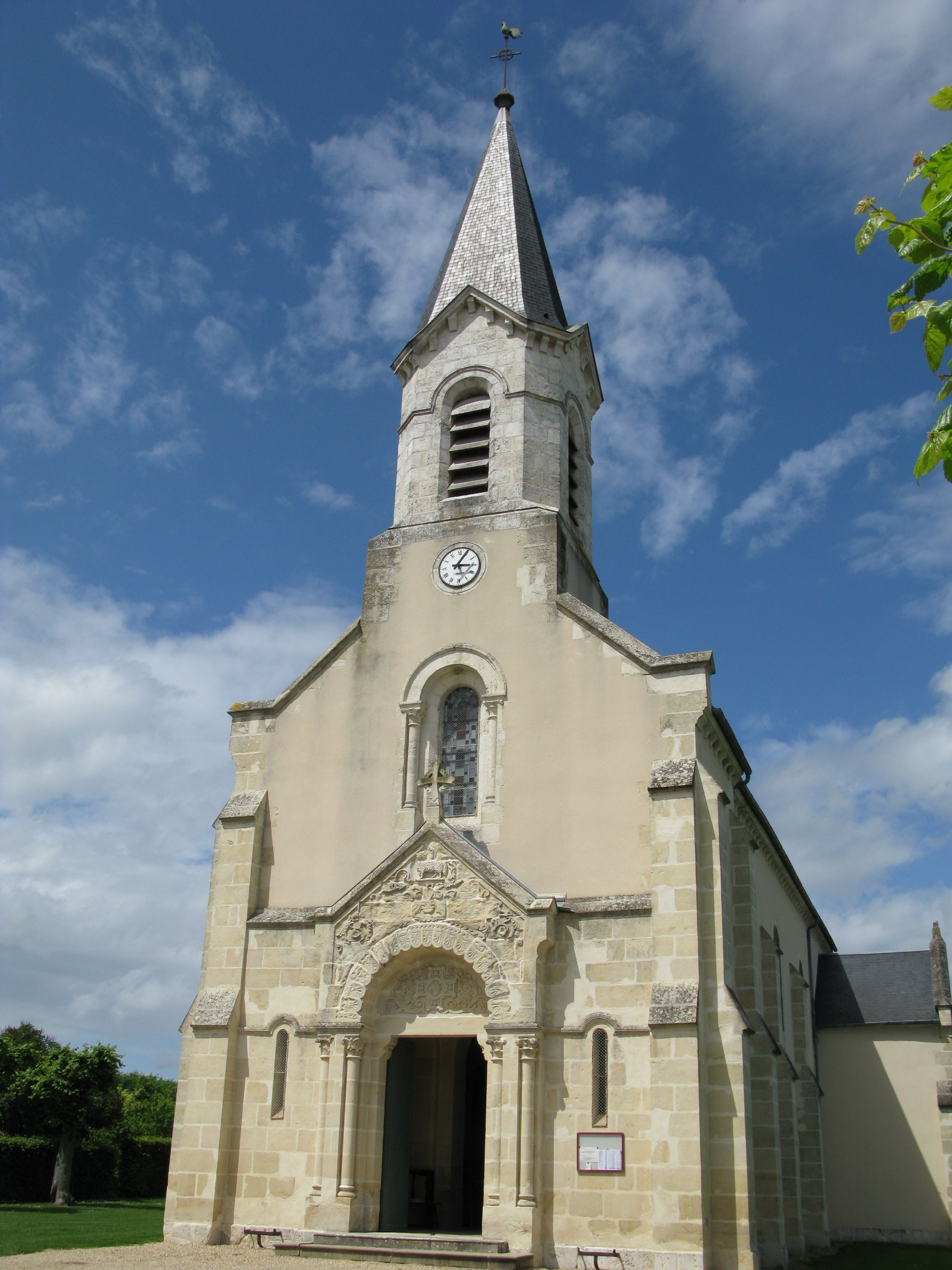
Kirche Saint-Aignan
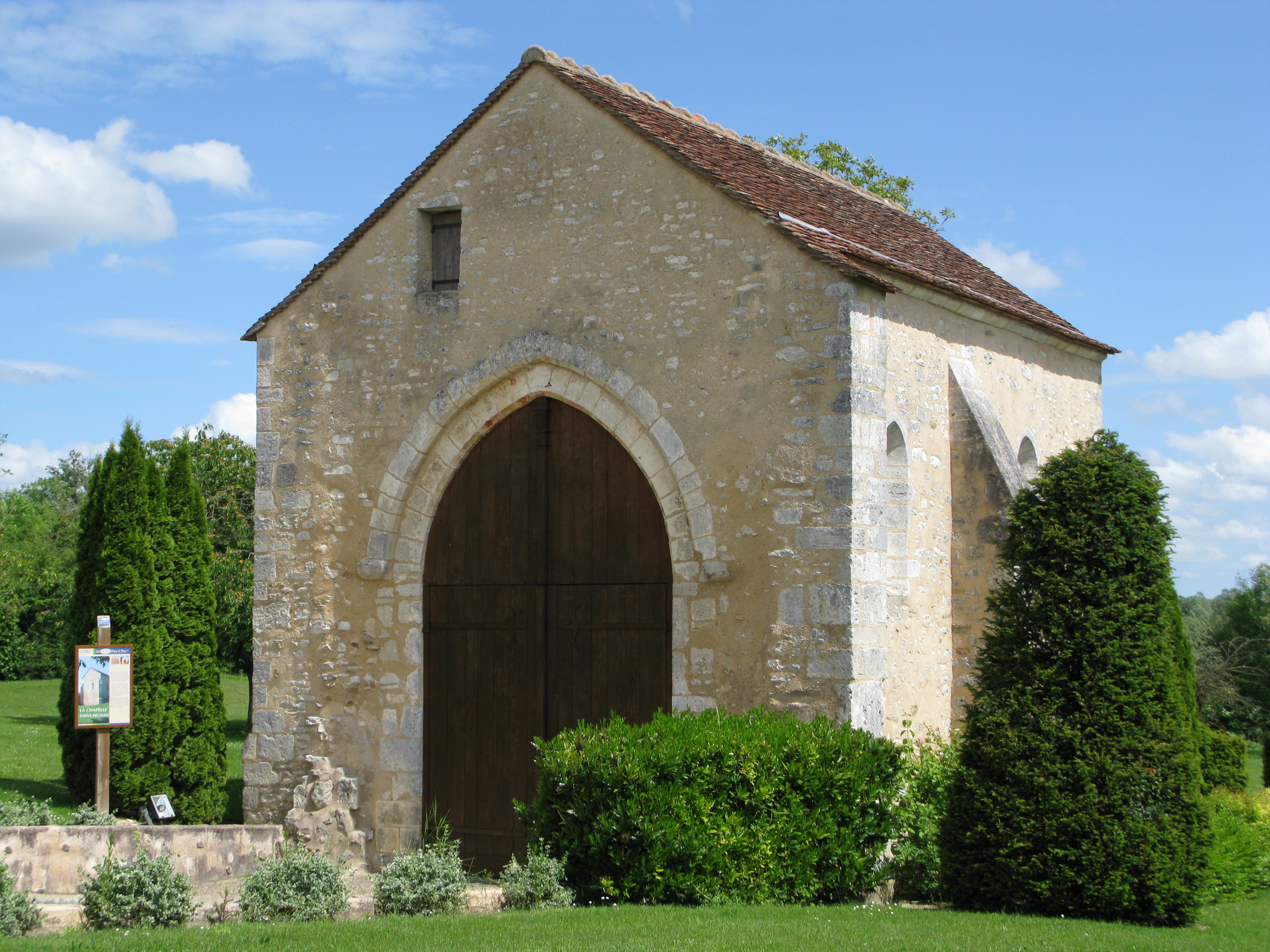
Kapelle Saint-Aignan